# دهه ۱۹۴۰ در جامعه‌شناسی
در دهه ۱۹۴۰ در جامعه‌شناسی (به انگلیسی: 1940s in sociology) رویدادهای زیر رخ داد:

## ۱۹۴۰
- از مارک بلوخ کتاب جامعه فئودال منتشر شد.
- از مارک بلوخ کتاب شکست عجیب: بیانیه شواهد منتشر شد.
- از فرانتس بواس کتاب نژاد، زبان و فرهنگ منتشر شد.
- از ایفانز-بریتشارد کتاب نوئر منتشر شد.
- از مایر فورتس کتاب نظام‌های سیاسی آفریقا منتشر شد.
- از دیوید وی. گلس کتاب سیاست‌ها و جنبش‌های جمعیتی در اروپا منتشر شد.
- از والتر بنجامین کتاب درباره مفهوم تاریخ منتشر شد.
- رابرت ام. مک آیور رئیس انجمن جامعه‌شناسی آمریکا شد.

### زادگان
- ۱۶ مارس کلاس آف
- ۱۴ اکتبر جورج ریتزر

### درگذشتگان
- ۲۷ سپتامبر: والتر بنیامین

## ۱۹۴۱
- ملویل هرسکویتس اسطوره گذشته سیاهپوستان منتشر شد.
- جورج هومنز روستاهای انگلیسی در سده سیزدهم منتشر شد.
- هارولد لاسول «ایالت پادگان» منتشر شد.
- هربرت مارکوزه «خرد و انقلاب» منتشر شد.
- کارل مارکس گروندریسه منتشر شد.
- پیتیریم سوروکین «پویایی اجتماعی و فرهنگی» منتشر شد.
- ویلیام لوید وارنر «زندگی اجتماعی یک جامعه مدرن» منتشر شد.

## ۱۹۴۲
- ویلیام بوریج «ویلیام بوریج: بیمه اجتماعی و خدمات وابسته» منتشر شد.
- جیمز برنهام انقلاب مدیریتی منتشر شد
- استوارت سی. داد ابعاد جامعه منتشر شد.
- ژرژ گورویچ «جامعه‌شناسی حقوق» منتشر شد.
- زیگفرید فردریک نادل «یک بیزانس سیاه» منتشر شد.
- فرانتس نویمان «بههموت: ساختار و عملکرد سوسیالیسم ملی» منتشر شد.
- ویلهلم رایش «روان‌شناسی گروهی فاشیسم» منتشر شد.
- یوزف شومپیتر «سرمایه‌داری، سوسیالیسم و دموکراسی» منتشر شد.
- دوایت ساندرسون رئیس انجمن جامعه‌شناسی آمریکا است.

### زادگان
- مایکل مان
- ۹ فوریه: مانوئل کاستلز

### درگذشتگان
- ۱۶ مه: برونیسلاو مالینوفسکی
- ۲۲ دسامبر: فرانتس بواس

## ۱۹۴۳
از ژان پل سارتر کتاب هستی و نیستی منتشر شد.

## ۱۹۴۴
- ویلیام بوریج استخدام کامل در یک جامعه آزاد منتشر شد.
- دابلیو. ئی. بی. دیو بویس' یعقوب و عیسو منتشر شد.
- موریس گینزبرگ "پیشرفت اخلاقی" منتشر شد.
- فریدریش هایک راه به سوی بردگی منتشر شد.
- کلاید کلاکهون جادوگر ناواهو منتشر شد.
- آلفرد لوئیس کروبر پیکربندی‌های رشد فرهنگی منتشر شد.
- پل لازارسفلد انتخاب مردم: چگونه مردم در انتخابات ریاست جمهوری تصمیم می‌گیرند؟ منتشر شد.
- هلن مرل لیند انگلیس در دهه هجده هشتاد: به سوی یک پایه اجتماعی برای آزادی منتشر شد.
- گونار میردال یک معضل آمریکایی: مشکل سیاهپوستان و دموکراسی مدرن" منتشر شد.
- کارل پولانی دگرگونی بزرگ منتشر شد.
- روپرت بی. ونس رئیس انجمن جامعه‌شناسی آمریکا شد.

### زادگان
- ۱۹ ژوئیه: کارین کر سیتینا
- ۶ سپتامبر: دونا هاراوی
- ۴ می: ادموند ونوک-لیپینسکی
- ۱۵ می: اولریش بک

### درگذشتگان
- ۷ فوریه: رابرت ازرا پارک

## ۱۹۴۵
- از روث بندیکت کتاب گل داوودی و شمشیر منتشر شد.
- از هلن مرل لیند کتاب کار میدانی در آموزش دانشگاهی منتشر شد.
- از موریس مرلو-پونتی کتاب پدیدارشناسی ادراک منتشر شد.
- از کارل ریموند پوپر کتاب جامعه باز و دشمنانش منتشر شد.

## ۱۹۴۶
- موریس جانوویتز «سرباز حرفه ای» منتشر شد.
- سی. رایت میلز و هانس اچ. گرث از ماکس وبر منتشر شد.
- ویولا کلاین «شخصیت زنانه: تاریخ یک ایدئولوژی» منتشر شد.
- کارل سی. تیلور رئیس انجمن جامعه‌شناسی آمریکا شد.
- فعالیت‌های انجمن جامعه‌شناسی آلمان از سر گرفته می‌شود و لئوپولد فون وایز رئیس شد.

### زادگان
- ۱۲ آوریل: ریچارد ماچالک
- ۷ سپتامبر: فرانسیسکو وارلا

## ۱۹۴۷
- تئودور آدورنو ستارگان به زمین منتشر شد.
- تئودور آدورنو و ماکس هورکهایمر "دیالکتیک روشنگری" منتشر شد.
- فی شیائوتنگ نظام تولیدمثل منتشر شد.
- ماکس هورکهایمر کسوف عقل منتشر شد.
- جورج آ. لوندبرگ "آیا علم می‌تواند ما را نجات دهد؟" منتشر شد.
- جورج التون مایو "مسایل اجتماعی تمدن صنعتی" منتشر شد.
- توماس همفری مارشال "جامعه‌شناسی در چهارراه" منتشر شد.
- رابرت موریسون مک آیور وب حکومت منتشر شد.

## ۱۹۴۸
- چستر بارنارد «سازمان و مدیریت» منتشر شد.
- الیور کاکس «کاست، کلاس و نژاد» منتشر شد.
- کینگزلی دیویس' جامعه بشری منتشر شد.
- فی شیائوتنگ بازسازی روستایی منتشر شد.
- آلفرد کینزی' رفتار جنسی در مرد انسانی منتشر شد.
- رابرت لویی' سازمان اجتماعی منتشر شد.
- سی. رایت میلز' مردان جدید قدرت: رهبران کارگری آمریکا منتشر شد.
- ای. فرانکلین فریزر رئیس انجمن جامعه‌شناسی آمریکا شد.

### زادگان
- ۹ ژانویه: کلود اس. فیشر

### درگذشتگان
- ۱۷ سپتامبر: روث بندیکت

## ۱۹۴۹
- از مارک بلوخ کتاب صنعت مورخ منتشر شد.
- از سیمون دوبووار کتاب جنس دوم منتشر شد.
- از مایر فورتس کتاب شبکه خویشاوندی میان تالنسی‌ها منتشر شد.
- از ای. فرانکلین فریزر کتاب سیاهگان در ایالات متحده منتشر شد.
- از رابرت کی. مرتن کتاب نظریه اجتماعی و ساختار اجتماعی منتشر شد.
- از ماکس وبر کتاب تاریخ عمومی اقتصادی منتشر شد. (پس از مرگ)
- انجمن بین‌المللی جامعه‌شناسی تأسیس شد.